# Tak jde čas
Tak jde čas (v anglickém originále Days of Our Lives) je americká mýdlová opera, kterou vysílá v USA od roku 1965 televizní stanice NBC. Seriál byl vytvořen Irnou Phillips a manželským týmem Tedem a Betty Cordayovými; množství prvních příběhů napsal William J. Bell.
Cordayovi a Bell zkombinovali seriál z nemocničního prostředí a tradiční formu seriálu o životě jedné rodiny. Výsledkem byl seriál o doktorské rodině. Děj seriálu sleduje život střední a vyšší třídy v Salemu, fiktivním městě na americkém středozápadě. Tematizuje lásku, manželství, rozvod, rodinný život a příběhy lékařů doplněné o vykreslení jednotlivců s psychologickými problémy. Sledovanost seriálu Tak jde čas po roce 1990 klesala, a proto tvůrci v lednu 2007 oznámili, že po roce 2009 pravděpodobně pokračovat nebude. Ale před ukončením, na konci roku 2008, bylo toto rozhodnutí změněno, takže seriál (po několika dalších prodlouženích) pokračuje.

## Příběh
Děj seriálu se odehrává v městě Salemu. Od 60. let se točil kolem rodiny Hortonových, k níž později přibyly rodiny Bradyových a DiMerových.
Hlava rodiny Hortonových je dr. Tom Horton a jeho žena Alice. Měli spolu pět dětí a to dvojčata Addie a Tommyho, Mickeyho, Billa a Marii. Tommy se oženil s Kitty s kterou měl dceru Sandy. Dlouho byl považován za mrtvého, protože měl být zabit ve válce v Koreji, po letech se ale vrátil živý.
Addie se vdala za Bena Olsena se kterým měla dvě děti, Julii a Steva. Addie a její dcera Julie se staly součástí milostného trojúhelníku, když se obě zamilovaly do Douga Wiliamse. Ten se oženil s Addie, měl s ní dceru Hope, ale Addie krátce po jejím narození zemřela a Doug se oženil s Julií.
Mickey a Bill spolu soupeřili o Lauru Spencerovou, která byla nejprve vdaná za Mickeyho, ale rozvedla se s ním a vzala si Billa, s nímž měla dvě děti, Mikea a Jennifer. Mickey si vzal Maggie Simonsovou a měl s ní dceru Sarah, jejímž biologickým otcem je však Neil Curtis. S milenkou Lindou měl Mickey ještě dceru Melisu.
V 70. letech přijela do Salemu Marlena Evansová. Vdala se za Dona Craiga a potom se s ním rozvedla. Pak se střetla se svou velkou láskou, Romanem Bradym. Do života jim, ale i celé rodiny Bradyovým zasáhl Stefano DiMera. To nejhorší, co jim udělal bylo, že věznil Romana a Marlenu na sedm a pět let. Na Romanovo místo dal Johna Blacka, kterému vymazal paměť a vsunul vzpomínky Romana. Roman má bratra Boa a dvě sestry Kimberly a Kaylu. Boův skutečný otec je ale Victor Kiriakis. Bo měl vztah s Carli Maningovou a Billie Reedovou ale jeho životní láskou se stala Hope Williamsová. Kimberlina velká láska byl Shane Donovan a Kaylinou láskou se stal Steve Johnson. Jennifer se vdala za Jacka Deverauxa. Marlena a Roman se rozešli, protože Marlen milovala Johna a John se stal její životní láskou.
V roce 2011 vstupuje do děje první gay postava tohoto seriálu, Sonny Kiriakis. Postupně se objevují i další homosexuálně orientované postavy a od podzimu 2012 začíná být v centru dění love story Willa Hortona a Sonnyho Kiriakise. Část americké veřejnosti byla tímto pobouřena a již v době, kdy ještě nebylo zcela jasné, jestli je Will gay, se na blozích objevovaly velmi negativní komentáře.[zdroj?]

## Díly
Seriál měl k 1. červenci 2025 15 157 dílů.